# Bassim Mahmood
Bassim Mahmood (Manama, 28 maart 1975) is een darter uit Bahrein.

## Carrière
In december 2022 nam Mahmood deel aan een tweedaags kwalificatietoernooi voor de inaugurele editie van de Bahrein Darts Masters, dat in januari 2023 plaatsvond. Hij behaalde de finale van de kwalificatie, waarin hij met 7-0 won van landgenoot Abdulnasser Yusuf. Zodoende wist hij zich te plaatsen voor het aanstaande World Series of Darts-toernooi. In de eerste ronde verloor hij hier uiteindelijk met 0-6 van Jonny Clayton. Hij werd ondanks zijn verlies wel de eerste Bahreiner die een maximale score van 180 gooide in een partij van de Professional Darts Corporation.
In maart 2023 wist Mahmood bij de World Darts Federation het in Luxor plaatsvindende Egypt Darts Open te winnen.  Hij versloeg de Duitser Simon Miebach met 5-0 in de finale. Daarmee werd hij de eerste inwoner van Bahrein die een WDF-toernooi op zijn naam schreef.
In juni 2023 was Bahrein voor het eerst vertegenwoordigd op de World Cup of Darts. Mahmood kwam samen met Abdulnasser Yusuf uit voor zijn land. In de groepsfase verloren zij van de duo's uit Nieuw-Zeeland en Letland. Een jaar daarna was Mahmood op de World Cup of Darts met Duda Durra. In de groepsfase waren ditmaal de spelers uit Tsjechië en IJsland te sterk. 
Op de Bahrain Darts Masters 2025 zorgde Chris Dobey in de eerste ronde voor Mahmoods uitschakeling.
In het dagelijks leven is Mahmood werkzaam als bankier.